# José Luis Palomino
José Luis Palomino, född 5 januari 1990, är en argentinsk fotbollsspelare som spelar för Cagliari.

## Karriär
I juni 2017 värvades Palomino av Atalanta.